# Ligne de Gafsa à Aouinet
La ligne de Gafsa à Aouinet est une ligne de chemin de fer du sud-ouest de la Tunisie.